# Felipe Carballo (futbolista)
Felipe Ignacio Carballo Ares (Montevideo, Uruguay, 4 de octubre de 1996) es un futbolista uruguayo que juega como centrocampista en Portland Timbers de la Major League Soccer.

## Trayectoria

### Colegio Santa María Maristas
Comenzó su trayectoria como futbolista en los "Maristas". Se consagró campeón de la Copa ADIC en 2 ocasiones, siendo figura en el equipo más grande del certamen. Finalizó sus estudios y se retiró como una leyenda de la institución.

### Nacional
Con toda una vida dentro del club, ya que se inició desde muy pequeño, Carballo fue ascendido a realizar la pretemporada de cara a la actividad oficial 2015/2016.
Jugador de muy buenos recursos, principalmente defensivos, fue pilar en todas los equipos tricolores de formativas que integró. En formativas (período 2010-2015) conquistó el torneo local de Reserva (2014/2015).
En agosto de 2017 y tras buenas actuaciones, el volante tricolor es traspasado al Sevilla del fútbol español, transferencia realizada a cambio de 1,5 millones de dólares. Permaneció 2 temporadas en la filial del club, sin tener oportunidades en el primer equipo por lo que 2 años más tarde, para la temporada 2019, retorna al fútbol uruguayo en calidad de préstamo.
Tras afianzarse como titular nuevamente y salir campeón en 3 de los 5 torneos disputados ese año, extiende su cesión para la temporada 2020.
Finalizada la segunda cesión y sin entrar en los planes de la institución andaluza, Carballo rescinde su contrato y sella su vinculación con Nacional por las próximas 3 temporadas siendo actualmente una de las piezas fundamentales en el mediocampo del club albo.

## Selección nacional
El 24 de marzo de 2023 hizo su debut con la selección de Uruguay en un amistoso ante Japón.

## Estadísticas

### Clubes
Actualizado hasta su último partido disputado el 28 de junio de 2025.
| Club                              | Div.          | Temporada     | Liga  | Liga  | Liga   | Copas nacionales | Copas nacionales | Copas nacionales | Copas internacionales | Copas internacionales | Copas internacionales | Total | Total | Total  |
| Club                              | Div.          | Temporada     | Part. | Goles | Asist. | Part.            | Goles            | Asist.           | Part.                 | Goles                 | Asist.                | Part. | Goles | Asist. |
| --------------------------------- | ------------- | ------------- | ----- | ----- | ------ | ---------------- | ---------------- | ---------------- | --------------------- | --------------------- | --------------------- | ----- | ----- | ------ |
| C. Nacional de F. · Uruguay       | 1.ª           | 2015-16       | 10    | 1     | 0      | —                | —                | —                | 7                     | 0                     | 0                     | 17    | 1     | 0      |
| C. Nacional de F. · Uruguay       | 1.ª           | 2016          | 1     | 0     | 0      | —                | —                | —                | —                     | —                     | —                     | 1     | 0     | 0      |
| C. Nacional de F. · Uruguay       | 1.ª           | 2017          | 11    | 3     | 1      | —                | —                | —                | 3                     | 0                     | 0                     | 14    | 3     | 1      |
| Sevilla Atlético · España         | 2.ª           | 2017-18       | 17    | 0     | 1      | —                | —                | —                | —                     | —                     | —                     | 17    | 0     | 1      |
| Sevilla Atlético · España         | 2.ªB          | 2018-19       | 15    | 0     | 1      | —                | —                | —                | —                     | —                     | —                     | 15    | 0     | 1      |
| Sevilla Atlético · España         | Total club    | Total club    | 32    | 0     | 2      | 0                | 0                | 0                | 0                     | 0                     | 0                     | 32    | 0     | 2      |
| C. Nacional de F. · Uruguay       | 1.ª           | 2019          | 23    | 3     | 1      | 1                | 0                | 0                | 6                     | 1                     | 0                     | 30    | 4     | 1      |
| C. Nacional de F. · Uruguay       | 1.ª           | 2020          | 36    | 6     | 2      | 1                | 1                | 0                | 7                     | 1                     | 0                     | 44    | 8     | 2      |
| C. Nacional de F. · Uruguay       | 1.ª           | 2021          | 21    | 0     | 2      | 1                | 0                | 0                | 6                     | 0                     | 2                     | 28    | 0     | 4      |
| C. Nacional de F. · Uruguay       | 1.ª           | 2022          | 35    | 8     | 3      | —                | —                | —                | 9                     | 0                     | 1                     | 44    | 8     | 4      |
| C. Nacional de F. · Uruguay       | Total club    | Total club    | 137   | 21    | 9      | 3                | 1                | 0                | 38                    | 2                     | 3                     | 178   | 24    | 12     |
| Grêmio F-B. P. A. · Brasil        | 1.ª           | 2023          | 22    | 1     | 1      | 17               | 1                | 0                | —                     | —                     | —                     | 39    | 2     | 1      |
| Grêmio F-B. P. A. · Brasil        | 1.ª           | 2024          | 9     | 0     | 0      | 3                | 0                | 0                | 3                     | 0                     | 0                     | 15    | 0     | 0      |
| Grêmio F-B. P. A. · Brasil        | Total club    | Total club    | 31    | 1     | 1      | 20               | 1                | 0                | 3                     | 0                     | 0                     | 54    | 2     | 1      |
| New York Red Bulls Estados Unidos | 1.ª           | 2024          | 11    | 2     | 0      | —                | —                | —                | —                     | —                     | —                     | 11    | 2     | 0      |
| New York Red Bulls Estados Unidos | 1.ª           | 2025          | 16    | 0     | 1      | —                | —                | —                | —                     | —                     | —                     | 16    | 0     | 1      |
| New York Red Bulls Estados Unidos | Total club    | Total club    | 27    | 2     | 1      | 0                | 0                | 0                | 0                     | 0                     | 0                     | 27    | 2     | 1      |
| Total carrera                     | Total carrera | Total carrera | 227   | 24    | 13     | 23               | 2                | 0                | 41                    | 2                     | 3                     | 291   | 28    | 16     |
| 1. 2.                             |               |               |       |       |        |                  |                  |                  |                       |                       |                       |       |       |        |

## Palmarés

### Campeonatos regionales
| Título            | Club              | Estado             | Año  |
| ----------------- | ----------------- | ------------------ | ---- |
| Recopa Gaúcha     | Grêmio F-B. P. A. | Río Grande del Sur | 2023 |
| Campeonato Gaúcho | Grêmio F-B. P. A. | Río Grande del Sur | 2023 |

### Títulos nacionales
| Título              | Club             | País    | Año    |
| ------------------- | ---------------- | ------- | ------ |
| Campeonato Uruguayo | C. Nacional de F | Uruguay | 2016   |
| Torneo Intermedio   | C. Nacional de F | Uruguay | 2017   |
| Supercopa Uruguaya  | C. Nacional de F | Uruguay | 2019   |
| Primera División    | C. Nacional de F | Uruguay | C-2019 |
| Campeonato Uruguayo | C. Nacional de F | Uruguay | 2019   |
| Torneo Intermedio   | C. Nacional de F | Uruguay | 2020   |
| Campeonato Uruguayo | C. Nacional de F | Uruguay | 2020   |
| Supercopa Uruguaya  | C. Nacional de F | Uruguay | 2021   |
| Torneo Intermedio   | C. Nacional de F | Uruguay | 2022   |
| Primera División    | C. Nacional de F | Uruguay | C-2022 |
| Campeonato Uruguayo | C. Nacional de F | Uruguay | 2022   |